# Iglesia de Santa María de la Asunción (Laredo)
La iglesia de Santa María de la Asunción es un templo religioso de culto católico bajo la advocación de la Virgen de la Asunción de la localidad de Laredo, comunidad autónoma de Cantabria, en España.
Actualmente, está considerada como BIC (Bien de Interés Cultural), y fue declarada Monumento histórico-artístico perteneciente al Tesoro Artístico Nacional mediante decreto de 3 de junio de 1931.
En 1952 se esculpió la talla de la Virgen de La Soledad, en madera de nogal y con bellos rasgos realistas, por el pintor escultor santanderino, residente en Laredo, Francisco Velasco Torre.

## Descripción

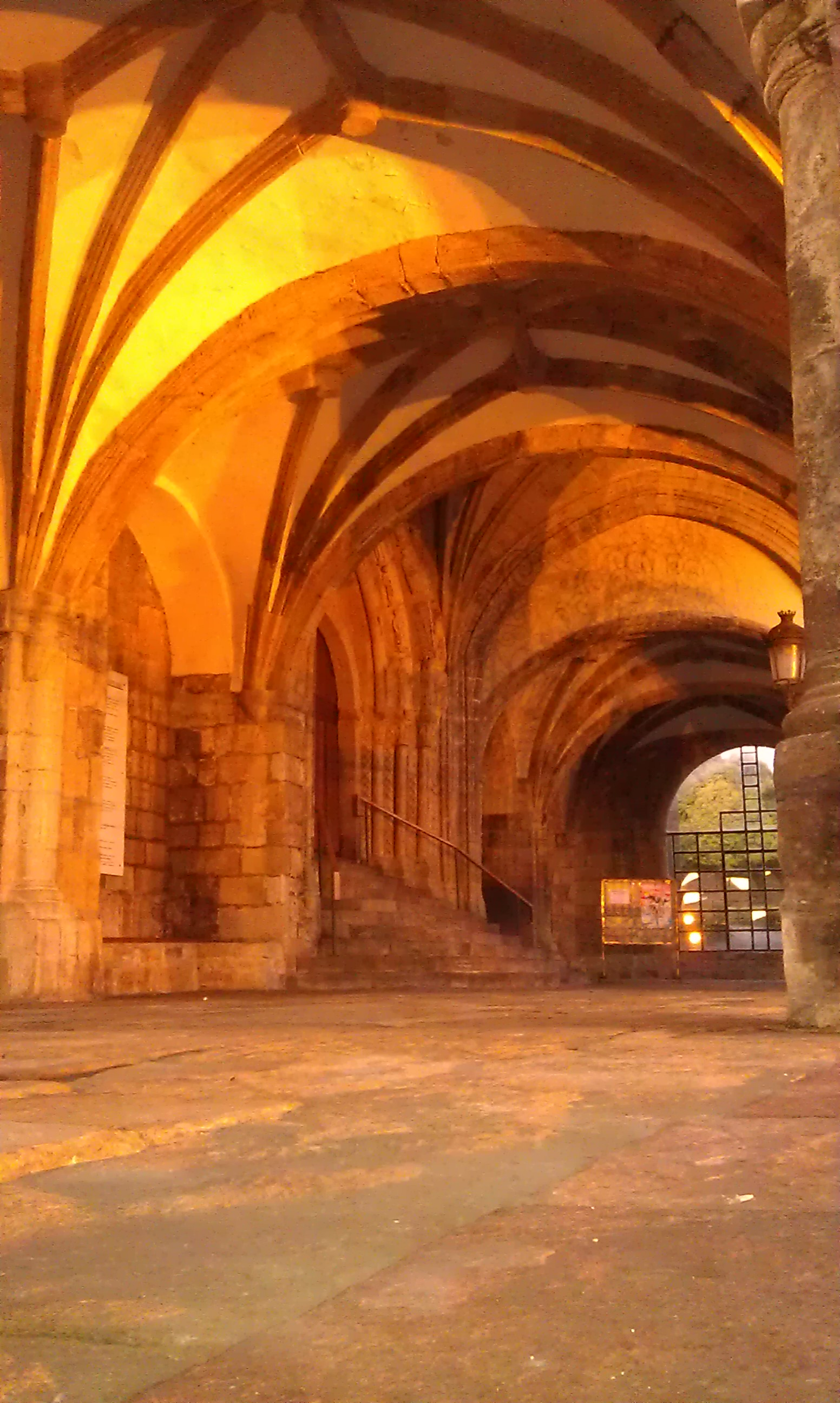
Portal de entrada a la iglesia

El edificio actual fue levantado en diferentes etapas, siendo inicialmente concebido como un edificio de tres naves, la central más alta, con sus ábsides poligonales y cubiertas de crucería todo ello del siglo XIII. Más adelante se amplió la nueva nave mayor al añadirse una cuarta nave en el lado del evangelio, cuyo ábside posteriormente quedó cegado al construirse la sacristía. Ya en el siglo XIV se abrió la actual portada principal, en la fachada meridional, con tres arquivoltas decoradas las dovelas con santos, vírgenes y ángeles. En el siglo XVI, delante del ábside de la nave de la epístola se construyó la capilla de la Concepción, con los sepulcros de los Escalante presidida por un tríptico de pintura conocido como tríptico de los Desamparados, con la Piedad en la tabla central y los retratos de los donantes en los paneles laterales, Bernardino de Escalante y su sobrino García.
Las tres naves pertenecen al denominado gótico clásico presente en Cantabria, mientras que el crucero pertenece al gótico barroco, destacando por su bella factura con abundancia de nervios, terceletes y combados, así como de medallones con esculturas de apóstoles y reyes conquistadores.[cita requerida]
Dentro de la escultura monumental destaca, por su técnica e iconografía, la escena botánica de la puerta lateral sur, la temática del paraíso y el infierno y la cabeza de jabalí, estos dos últimos en los capiteles del segundo tramo de la nave central.[cita requerida]
En cuanto a otros elementos de interés destacan las tallas en madera de castaño de un políptico flamenco del siglo XV desmembrado e incrustado en un retablo barroco con columnas salomónicas, cuyos dibujos podría haber proporcionado Rogier van der Weyden; También posee un órgano tubular de comienzos del siglo XVIII digno de mención. Además, según cuenta la leyenda, las cadenas que rompió el Almirante Bonifaz en el río Guadalquivir en la conquista de Sevilla en 1248 se encuentran en la iglesia junto al exvoto de un barco a los pies de la iglesia.